# Hleďsebe (Nelahozeves)
Hleďsebe je bývalá vesnice, nyní složená ze dvou dílů, které jsou evidenčními částmi obce Nelahozeves v okrese Mělník. Je tvořena především řadovou domkovou zástavbou, která plynule navazuje na zástavbu Nelahozevsi a na niž plynule navazuje zástavba Podhořan.
- Hleďsebe 1.díl je severní část katastrálního území Nelahozeves. Je zde evidováno 74 adres.[1] Trvale zde žije 182 obyvatel.[2]
- Hleďsebe 2.díl je přilehlý nevelký přibližně čtverec území v katastrálním území Podhořany. Je zde evidováno 15 adres.[1] Trvale zde žije 40 obyvatel.[2]

## Území
Hleďsebe je vymezena jako území západně od železniční trati 090 v severní části Nelahozevsi, v oblasti pod kopcem Na Hleďsebi (231 m n. m.). Jde především o úsek řadové zástavby podél ulice Pod Strání, počínaje domem čp. 27 na západní straně ulice a o něco severněji domem čp. 78 na východní straně ulice, a ulice U Žlábku a U Podjezdu. Rovněž je k této části přiřazeno neobydlené území západně od této ulice, tedy zalesněná stráň, pole a část pískovny. Severní hranicí 1. dílu Hleďsebe je severní větev ulice U Podjezdu a navazující úsek Velvarské ulice (silnice II/616, která pak stoupá do stráně na Uhy).
2. díl Hleďsebe tvoří přibližně čtverec území severně od této hranice, avšak pouze západně od ulice Velvarské. Zástavbu 2. dílu tedy tvoří domy po obou stranách ulice V Uličce a zástavba na severní a západní straně Velvarské ulice v úseku vymezeném ulicí V Uličce, která tvoří přeponu dvěma k sobě kolmým úsekům Velvarské ulice. K 2. dílu patří i přilehlý zalesněný svah. Ostrůvky v tomto území jsou dům čp. 20 u Velvarské ulice severně od křižovatky s ulicemi U Podjezdu a Pod Strání a dům čp. 35 v ulici V Uličce – oba tyto domy jsou evidovány k části Podhořany, ačkoliv se nacházejí na území 2. dílu Hleďsebe. Domy čp. 4 a 14 v severovýchodním kvadrantu křižovatky ulic Velvarská, U Podjezdu a Pod Strání jsou rovněž již součástí části Podhořany, třebaže urbanisticky patří k zástavbě 1. a 2. dílu Hleďsebe.
Poblíž Hleďsebe se na území Podhořan nachází nádraží Nelahozeves (zatímco u jádra Nelahozevsi se nachází zastávka Nelahozeves zámek).

## Historie
První písemná zmínka o Hleďsebi pochází z roku 1616.
Podle Lexikonu obcí 2005 se v roce 1869 Hleďsebe jako osada neuvádí, v roce 1880–1890 je pod názvem Hleďsebe uváděna jako osada obce Ouholice v okrese Slaný, v roce 1900–1910 jako osada obce Staré Ouholice t. Staré Úholice v okrese Slaný, v roce 1921–1950 jako osada obce Podhořany v okrese Kralupy nad Vltavou, od roku 1961 jako část obce Nelahozeves v okrese Mělník. Adresář z roku 1932 uvádí Hleďsebe pouze jako příslušenství obce Nelahozeves a neuvádí pro ni údaje samostatně, zatímco Podhořany nad Vltavou naopak byly uvedeny jako samostatná obec a nebyla u nich zmíněna Hleďsebe.
V obci byl roku 1885 založen první baptistický sbor v Čechách.